# Johannes Petrus Schreven
Johannes Petrus Schreven (Niftrik, 28 november 1903 – Veghel, 27 augustus 1983) was een Nederlands politicus.
Hij werd geboren in de Gelderse gemeente Wijchen als zoon van Jacobus Schreven (1868-1939; landbouwer) en Geertruida Vergeest (1861-1945). Hij werd in 1944 waarnemend burgemeester van Veghel en vanaf 1946 tot zijn pensionering in 1968 was hij daar de kroonbenoemde burgemeester. Nadat Gert-Jan Mol, de burgemeester van Boxmeer, midden 1969 met ziekteverlof was gegaan is Schreven daar tot 1972 waarnemend burgemeester geweest. Schreven overleed in 1983 op 79-jarige leeftijd. In Veghel is naar hem de Burgemeester Schrevensingel vernoemd.